# River View Township
River View Township est un ancien township du comté de Jefferson, dans l'État du Missouri, aux États-Unis,.